# Kazan Ansat
Kazan Ansat est un hélicoptère de transport moyen d'origine russe produit par Hélicoptères Kazan qui a été développé à la fin des années 1990.

## Développement
La société "Hélicoptères Kazan", basé à Kazan dans le Tatarstan, en Russie, est l'un des principaux fabricants russes d'hélicoptères de conception du bureau Mikhail Mil. Dans les années 1990, la direction s'est rendu compte qu'il y aurait un besoin d'hélicoptères légers en Russie, car la flotte de Mi-2 standard vieillissait et la conception elle-même devenait obsolète. Le Mi-2 était l’hélicoptère le plus léger utilisé à grande échelle dans l’ex-URSS, bien qu’il soit plus grand que la plupart des hélicoptères légers occidentaux. Initialement, Kazan Helicopters souhaitait développer un hélicoptère basé sur l'AS 350 Ecureuil en coopération avec Eurocopter, mais cette coopération n'a pas abouti. En conséquence, Kazan Helicopters a mis en place en 1993 son propre bureau d'études afin de créer un nouvel hélicoptère (le bureau a été officiellement certifié par les autorités russes en janvier 1997, par le designer Valery Dvoeglazov). L'hélicoptère a été nommé Ansat (qui signifie « léger », « simple » ou « facile » en langue tatare).
En 1998, le premier prototype destiné aux essais statiques au sol a été achevé. Le deuxième prototype a volé pour la première fois le 17 août 1999, mais le premier vol officiel a eu lieu le 6 octobre 1999. Il était propulsé par deux moteurs Pratt & Whitney Canada PW206. Un autre prototype, au fuselage plus long et plus fin qui était propulsé par deux moteurs PW207K, vola le 27 décembre 2001. Le troisième prototype introduisait des portes à clapet pour la cabine s'ouvrant vers le haut et vers le bas, au lieu des portes coulissantes. Il a été proposé en tant que variante d'entraînement militaire Ansat-U à double commande.
En septembre 2001, l'Ansat-U a remporté un concours pour un hélicoptère d'entraînement pour l'armée de l'air russe. En 2010, quatre étaient en service dans l'école de pilotage militaire de Syzran (en) de l'armée de l'air russe. Vingt autres étaient prévus, ils devaient être propulsés par des moteurs ukrainiens Motor Sich MS-500V (en) remplaçant les moteurs Pratt & Whitney des quatre premiers Ansats. Le nouvel hélicoptère civil léger polyvalent « ANSAT » doté d'un système de contrôle hydromécanique de la JSC « Kazan Helicopter Plant » a reçu la certification de type du registre de l'aviation de l'Interstate Aviation Committee (IAC) le 28 août 2013. Le certificat de type IAC AR, permettant aux hélicoptères (de fret) de commencer leur exploitation commerciale, a été obtenu en août 2013. En décembre 2014, IAC AR a délivré l'approbation des principales modifications, permettant le transport des passagers, sur le marché commercial. L'émergence des options médicales a été la dernière étape vers la création d'un hélicoptère unifié, certifié pour le transport et les travaux médicaux, le transport de personnes. Auparavant, des versions de ces hélicoptères étaient utilisées par le ministère de la Défense, le ministère des Situations d'urgence, le ministère de l'Intérieur, le FSB et d'autres structures étatiques de Russie.
Une version VIP de l'hélicoptère Ansat a été certifiée le 31 décembre 2015 et avec une cabine au style de la marque de voitures de luxe Aurus début février 2020. L'hélicoptère est équipé d'un système de commande hydromécanique et sa cabine passagers peut accueillir jusqu'à sept sièges passagers à absorption d'énergie. Il y a également un système de ventilation et de climatisation. Selon le directeur général de l'usine d'hélicoptères de Kazan, Vadim Ligai, des travaux sont en cours pour moderniser le système de carburant de l'hélicoptère et installer des réservoirs de carburant supplémentaires de 200 kg afin d'augmenter son autonomie de vol.
Le 28 octobre 2016, Russian Helicopters a présenté une version civile de l'hélicoptère Ansat.
En 2017-2018, l'hélicoptère a été certifié pour fonctionner dans des températures extrêmement froides ou élevées de - 45 °C à + 50 °C. En janvier 2019, sur la base d'essais effectués au mont Elbrouz en 2018, l'Agence fédérale du transport aérien a certifié l'augmentation de l'altitude de décollage/atterrissage de l'Ansat de 1 000 m à 3 500 m et a approuvé l'hélicoptère pour des opérations en haute altitude. Le système de flottaison d'urgence en option pour hélicoptère Ansat certifié en mars 2020. Depuis mai 2020, une version médicale spécialement adaptée, l'Ansat-SK est utilisée. En décembre 2020, le premier vol de l'Ansat-M modernisé a eu lieu. Les installations d'un treuil d'une capacité de levage allant jusqu'à 272 kg et d'une élingue externe pour le transport de marchandises surdimensionnées ainsi que les systèmes d'extinction des incendies ont été certifiées en avril 2021 et l'installation d'un réservoir de carburant externe augmentant l'autonomie de 140 km en décembre 2021,,.
En 2024 une nouvelle version de l'Ansat est présentée lors du forum Army 2024, cette version est produite avec des composants entièrement fabriqués en Russie afin de faire face aux sanctions. Cette version est équipée des nouveaux moteurs Russes Klimov VK-650V qui génère entre 650 et 750 ch chacun. Selon la société Klimov l'Ansat avec ses nouveaux moteurs effectuera son 1er vol avant la fin de l'année 2024 et avec une mise en production attendu en 2025,.

## Opérateurs militaires
- Russie comme hélicoptère de transport et comme hélicoptère d'entraînement

## Galerie d'images

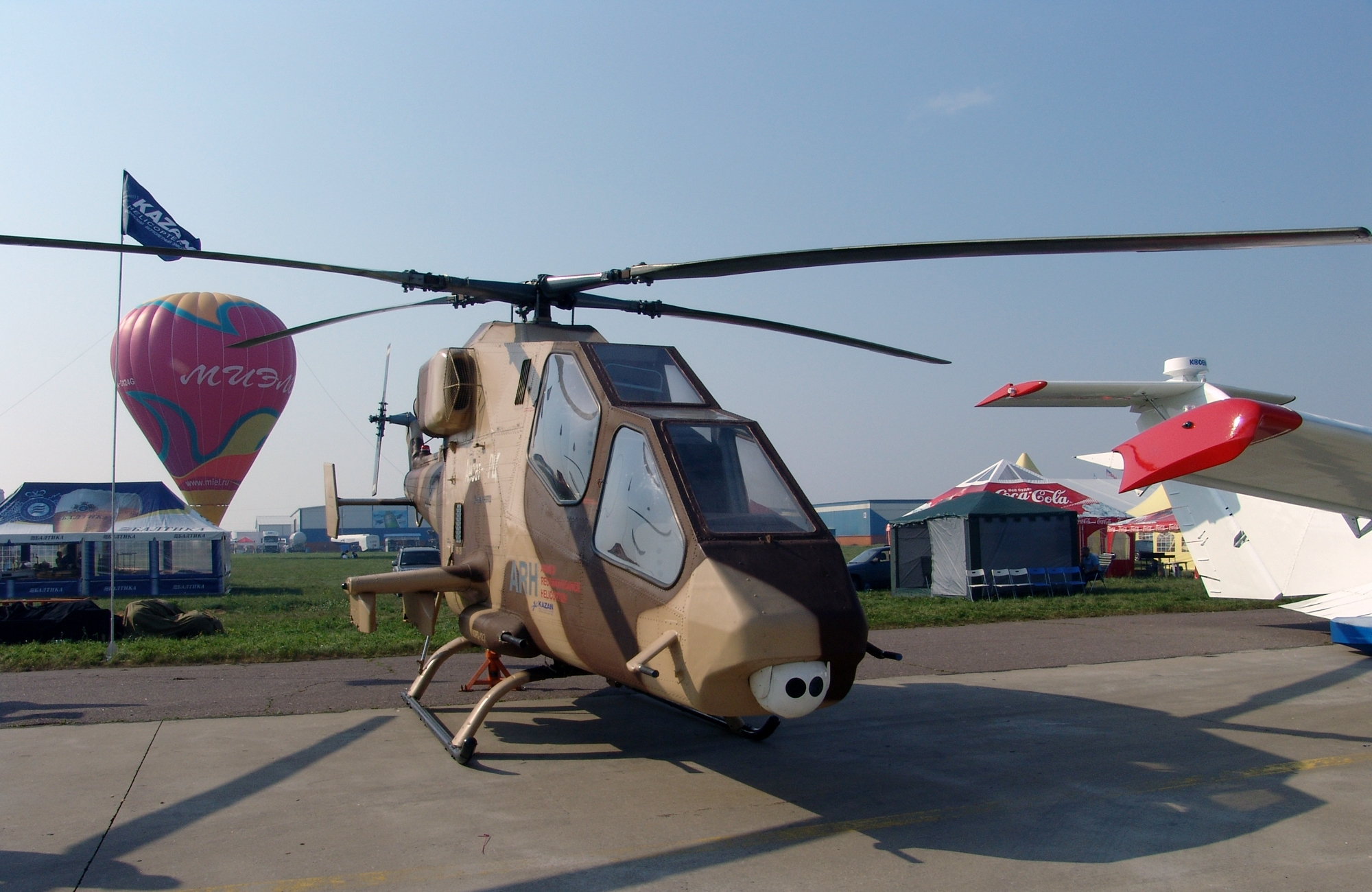
Ansat-2RC
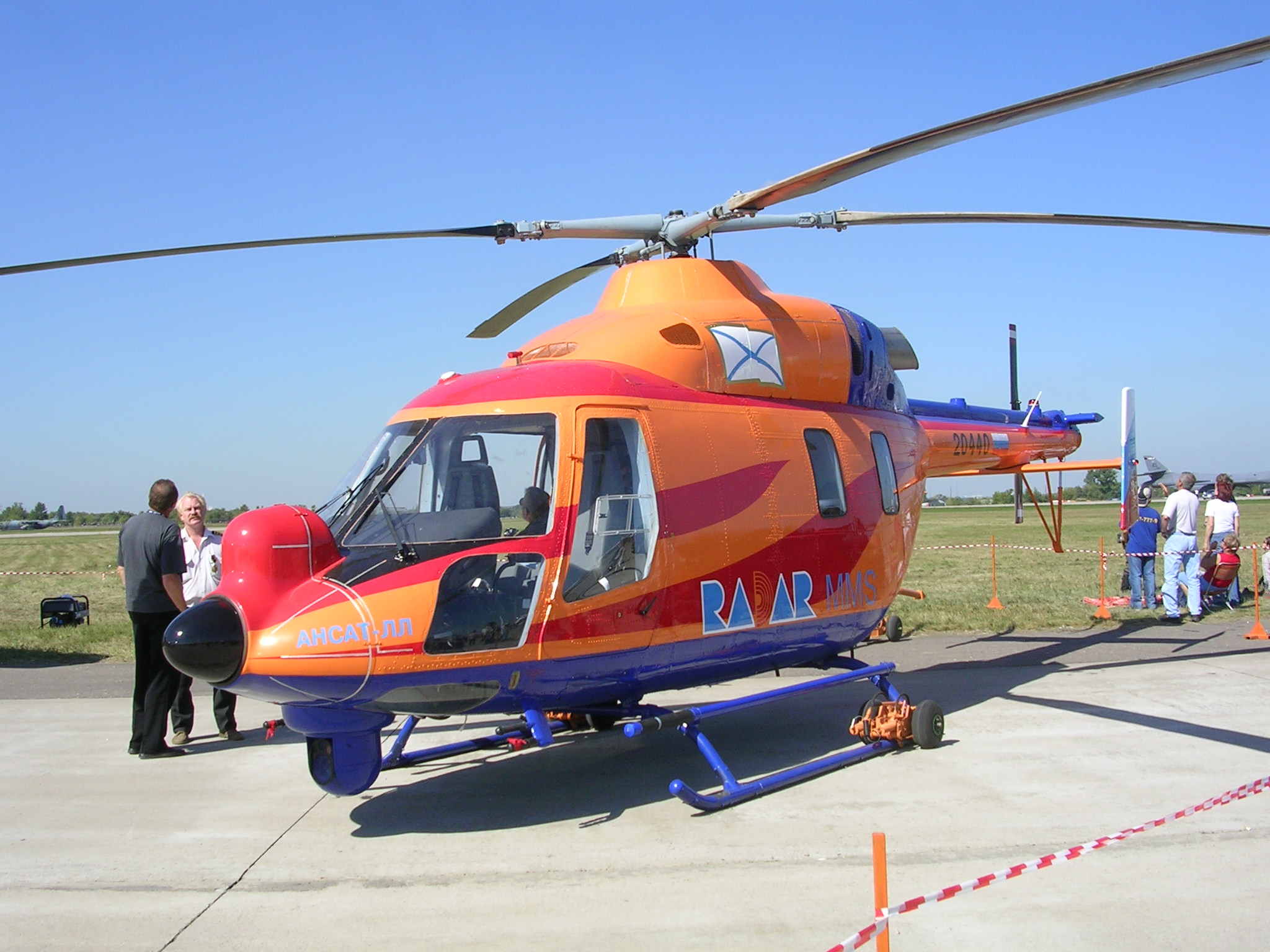
Ansat-LL
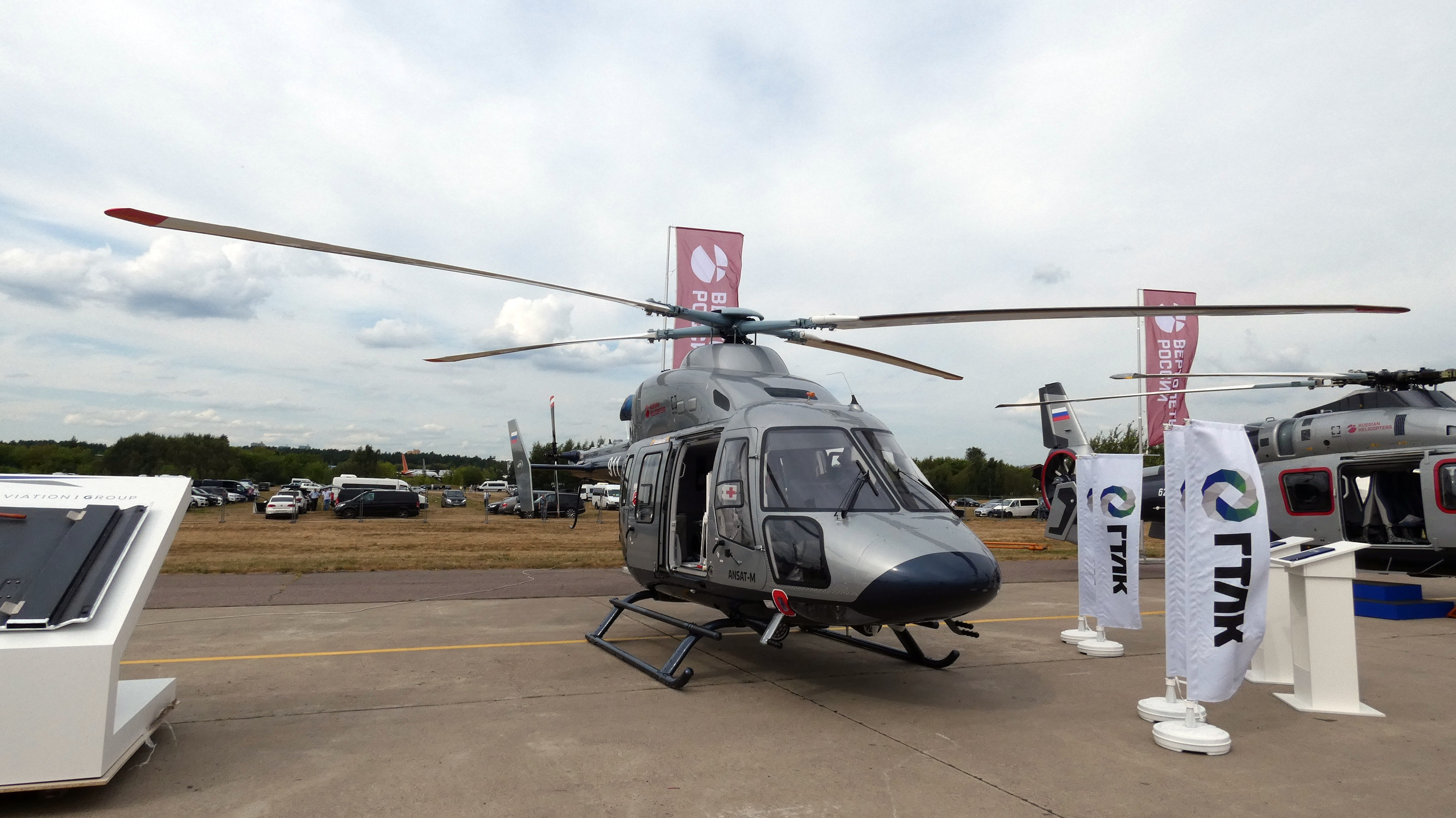
Ansat-M